# موزه مردم‌شناسی دانشگاه بریتیش کلمبیا
موزه مردم‌شناسی دانشگاه بریتیش کلمبیا واقع در دانشگاه بریتیش کلمبیا (UBC)، ونکوور، بریتیش کلمبیا در کانادا برای نمایش از هنر و فرهنگ جهانی به ویژه آثار و فرهنگ قبایل اولیه ساکن کانادا در شمال غربی اقیانوس آرام مشهور است.
این موزه همچنین یکی مقصد گردشگری عمده ونکوور و مکانی برای آموزش و پژوهش است که در آن پژوهشگران و دانشجویان دانشگاه بریتیش کلمبیا در دوره‌های هنر، مردم‌شناسی، باستان‌شناسی و حفاظت و مطالعات موزه‌ها آموزش داده می‌شوند. موزه مردم‌شناسی فقط در محل ساختمان خود از ۳۸٬۰۰۰ اشیاء مربوط به اقوام مختلف و همچنین ۵۳۵٬۰۰۰ اثر باارزش‌های باستان‌شناسی نگهداری می‌کند.

## تاریخچه
این موزه در سال ۱۹۴۷ در زیرزمین کتابخانه اصلی دانشگاه بریتیش کلمبیا تأسیس شد. در سال ۱۹۷۱ با کمک مالی دولت کانادا و دانشگاه بریتیش کلمبیا شروع به ساخت یک ساختمان مستقل کرد. در سال ۱۹۷۶ ساختمان جدید توسط معمار مشهور کانادایی آرتور اریکسون طراحی شد.
در ۲۳ ژانویه ۲۰۱۰، موزه مردم‌شناسی دانشگاه بریتیش کلمبیا اتمام چند ساله نوسازی و گسترش پروژه چند میلیون دلاری خود را با عنوان «مشارکت مردم» جشن گرفت.

## نگارخانه

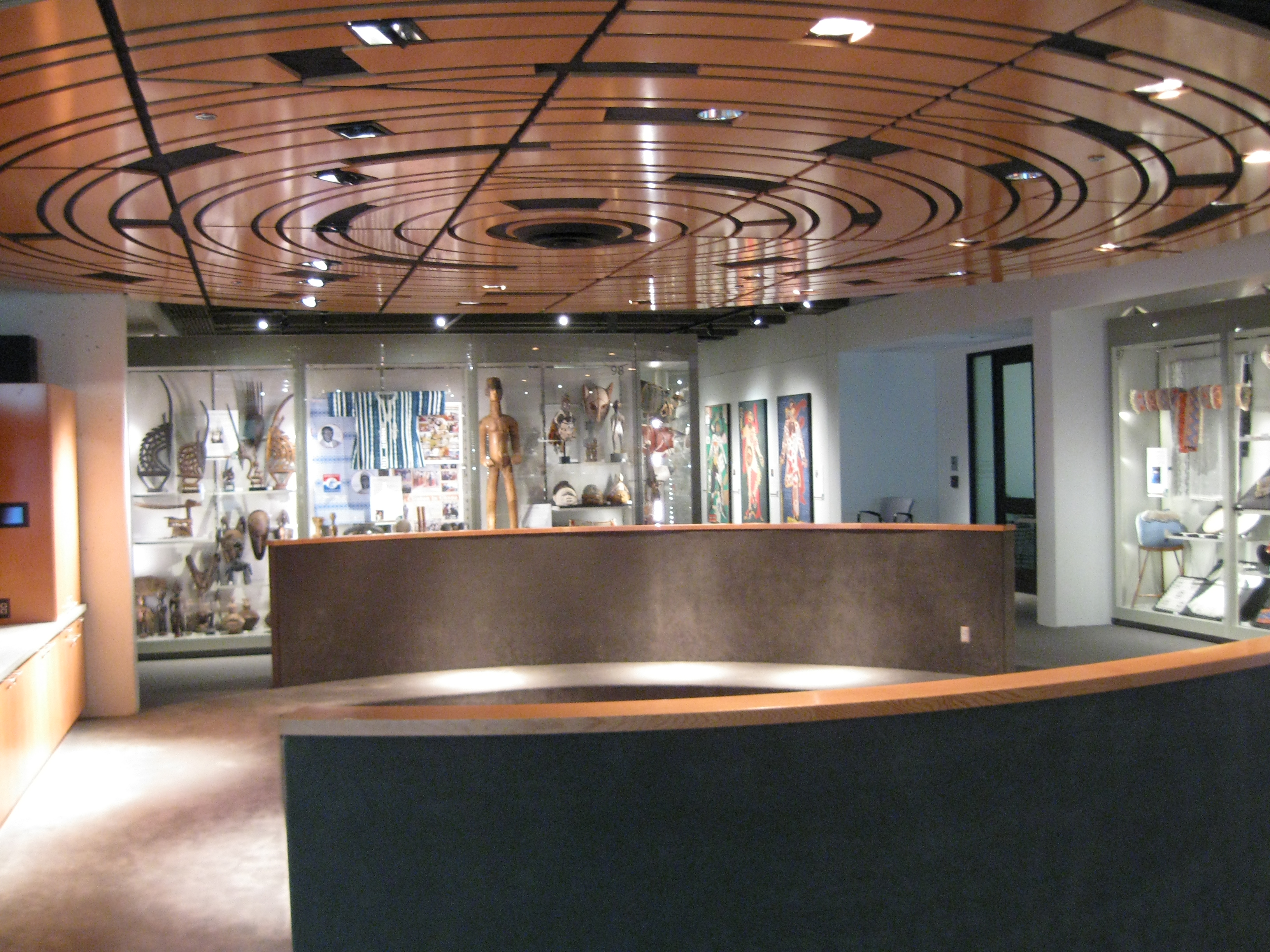
The multi-media Presentation Circle at the UBC Museum of Anthropology
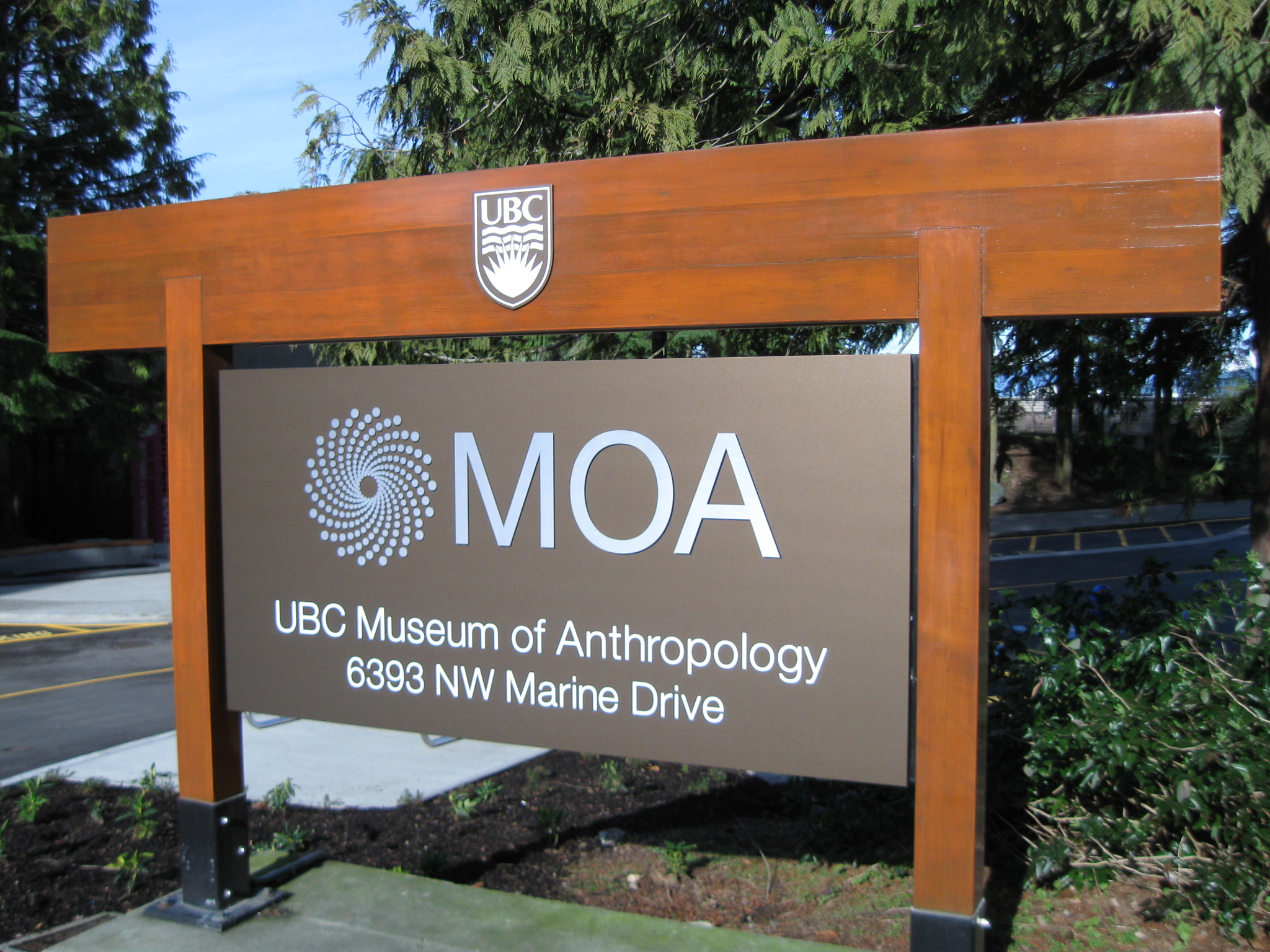
2010 UBC MOA sign
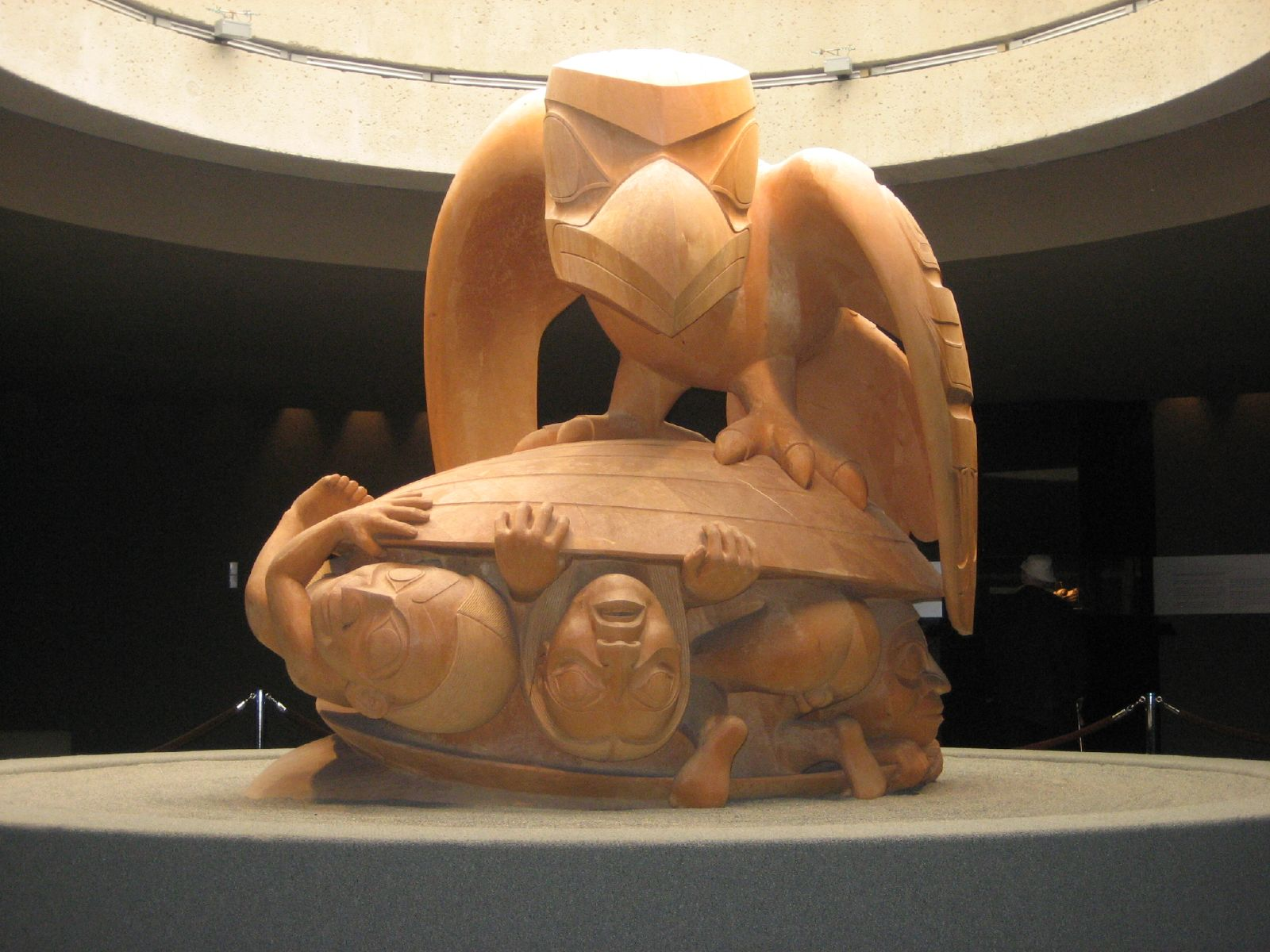
The Raven and the First Men sculpture by Bill Reid
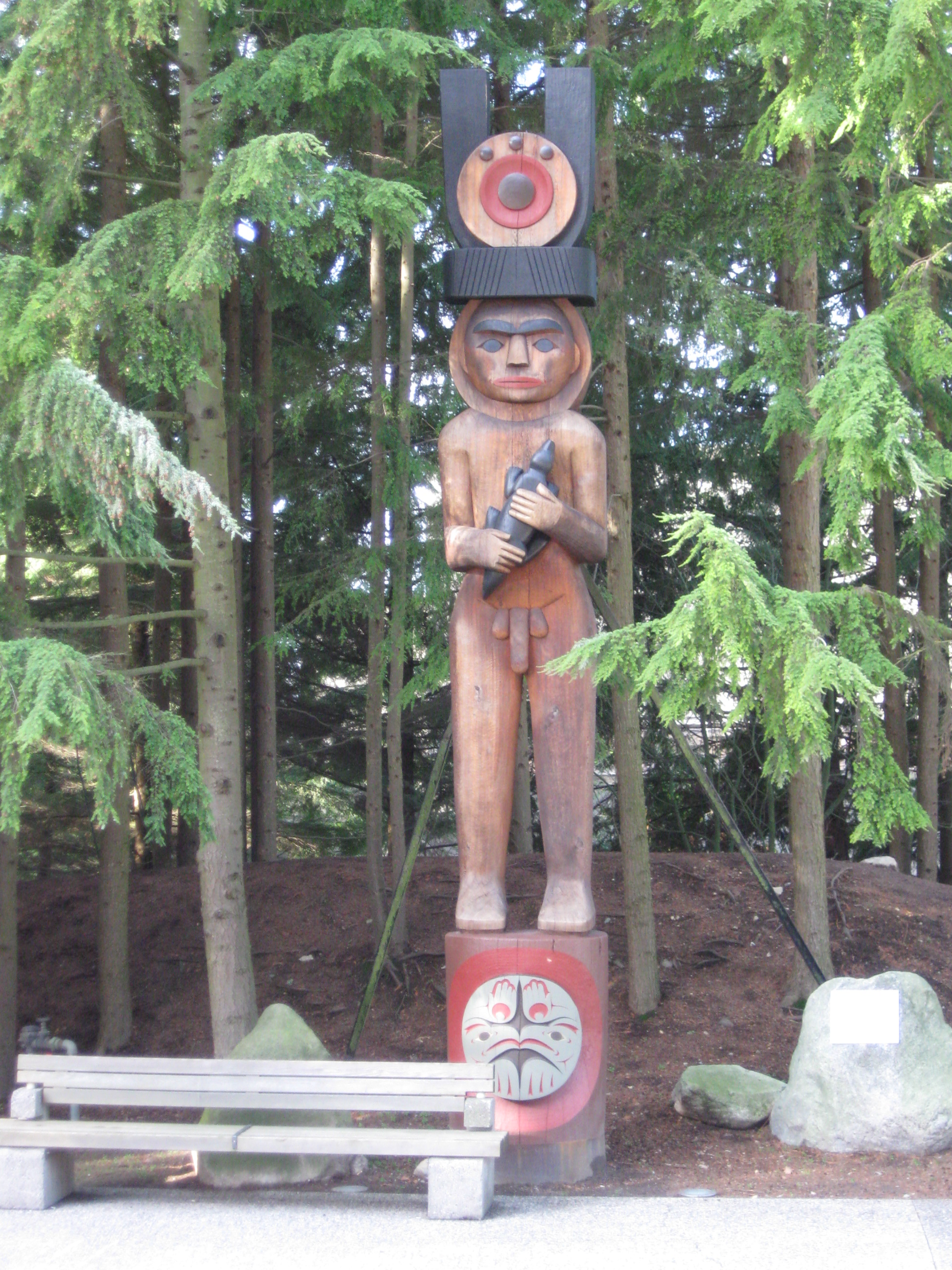
The carved 'Imich Siiyem' figure by Musqueam artist Susan Point
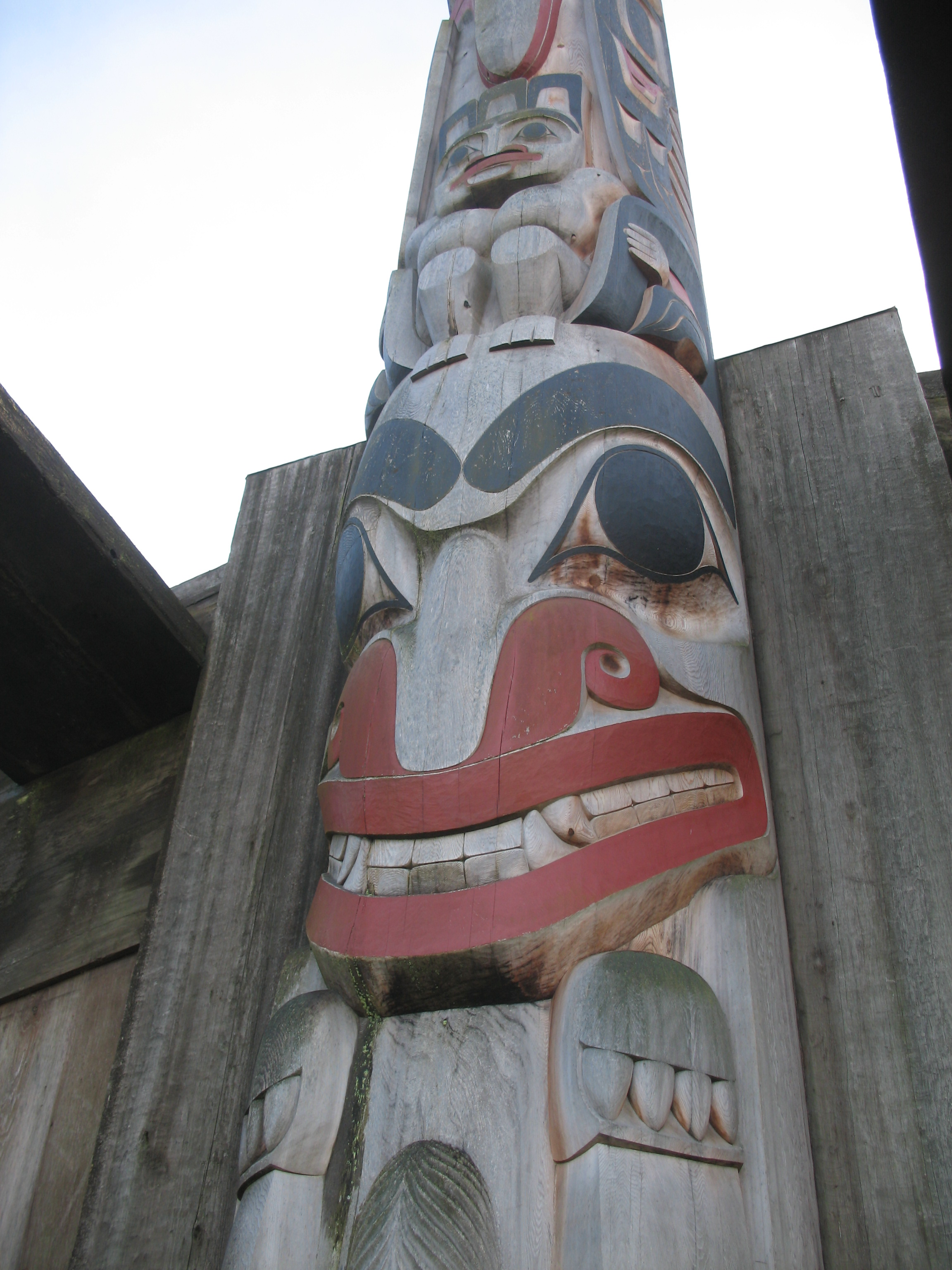
Totem pole at the Museum of Anthropology at UBC
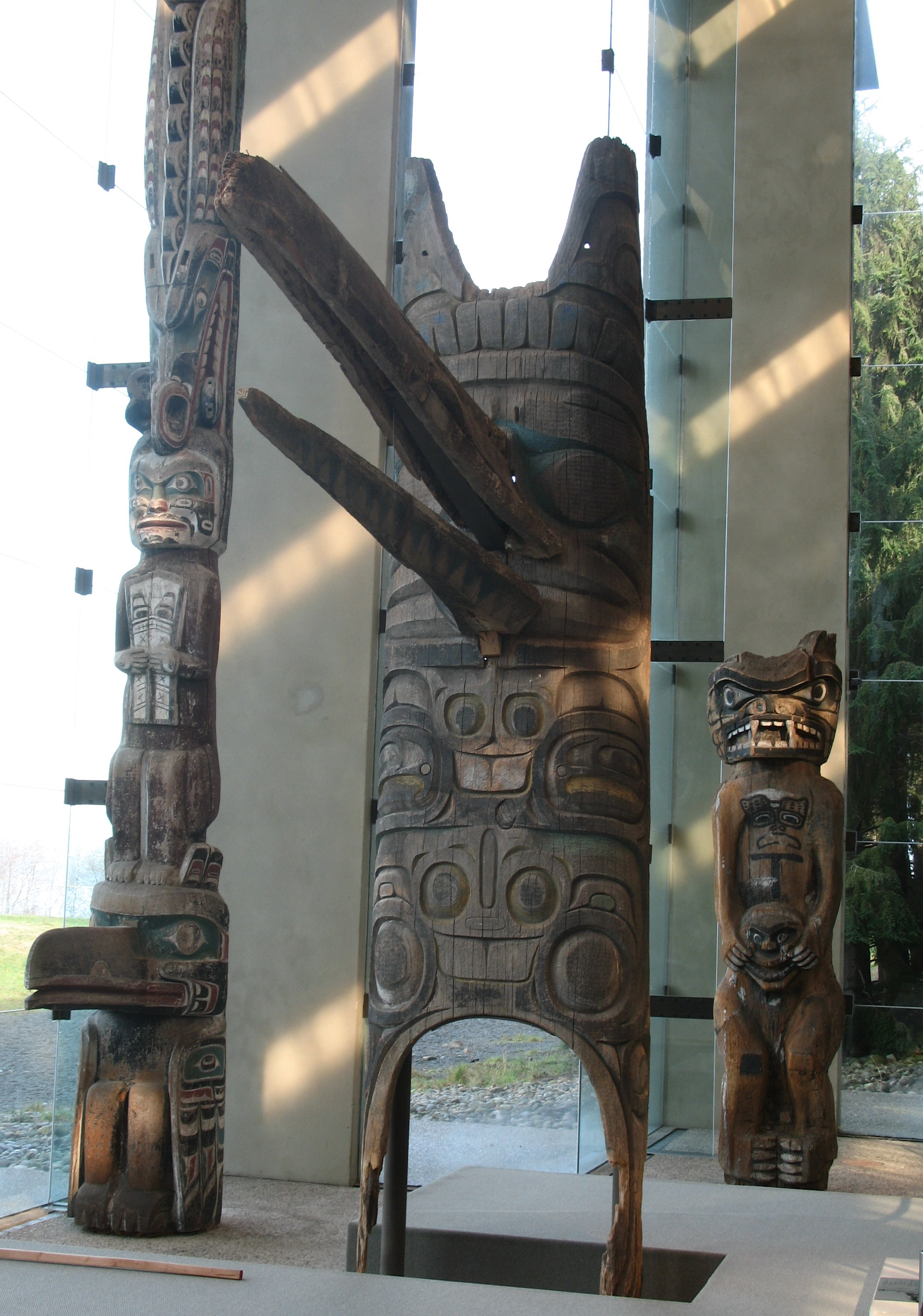
Wood figures at the Museum of Anthropology at UBC
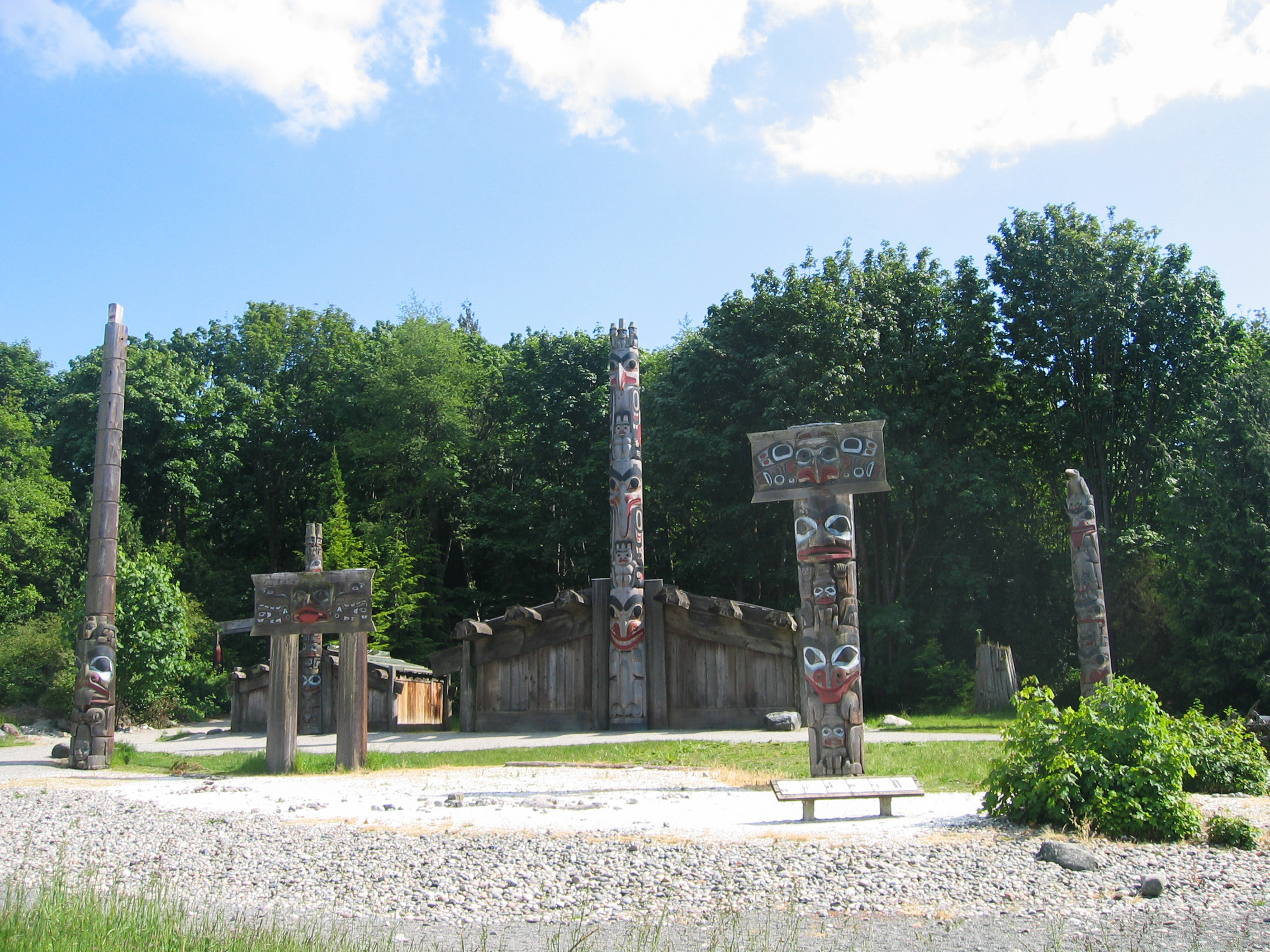
First Nations totem poles and Haida houses
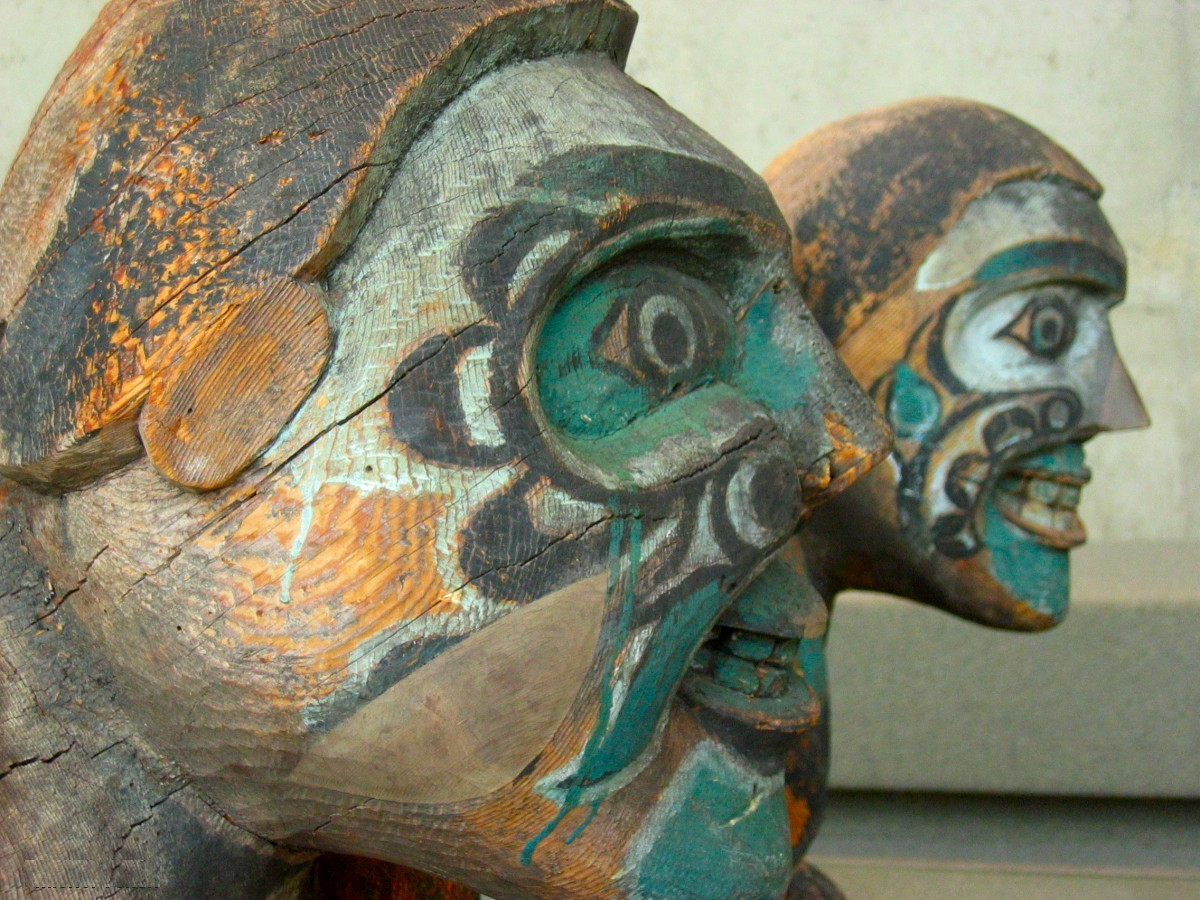
Carved figures inside museum
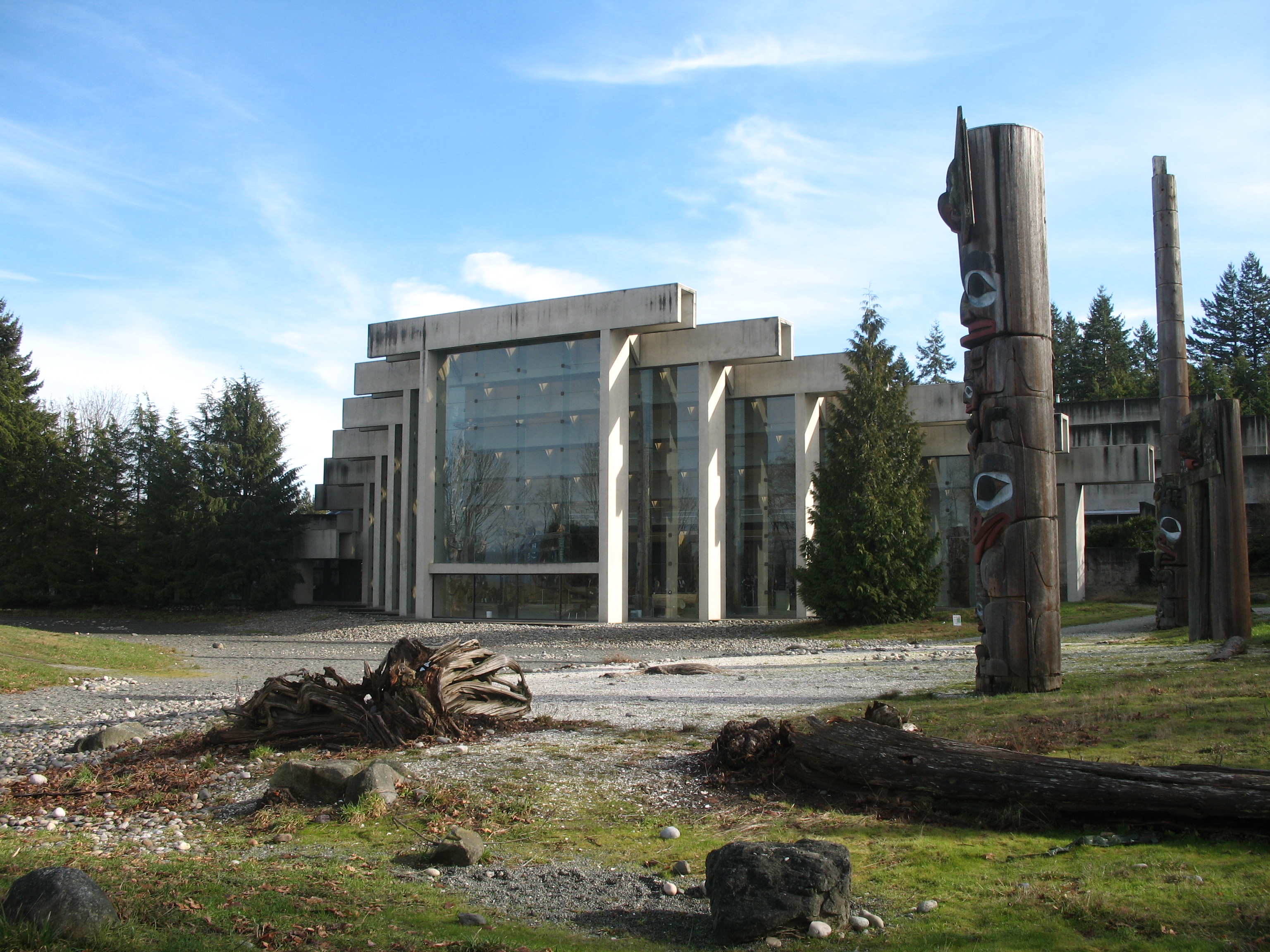
Back view of museum and outdoor exhibits
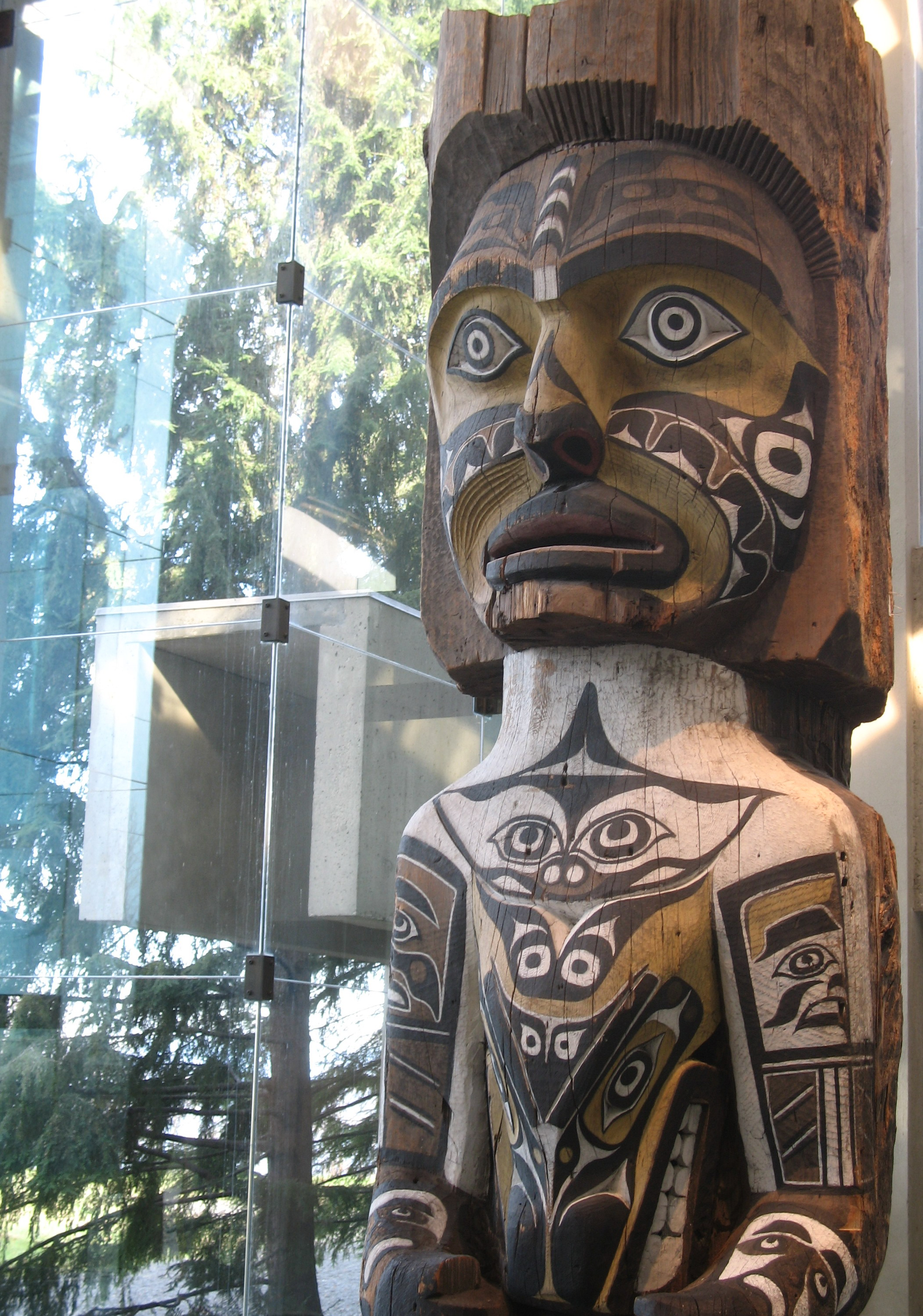
Native art
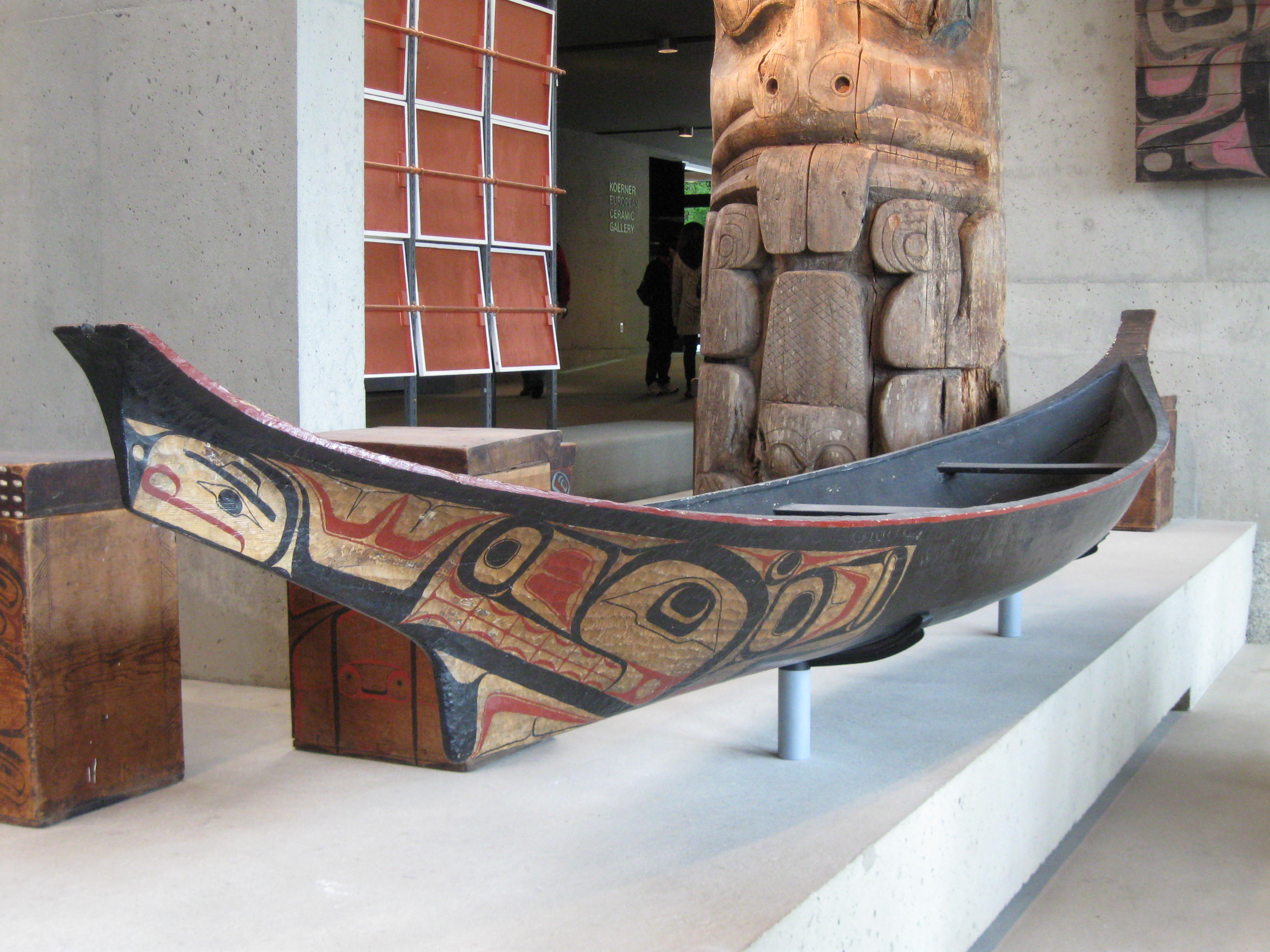
Haisla canoe
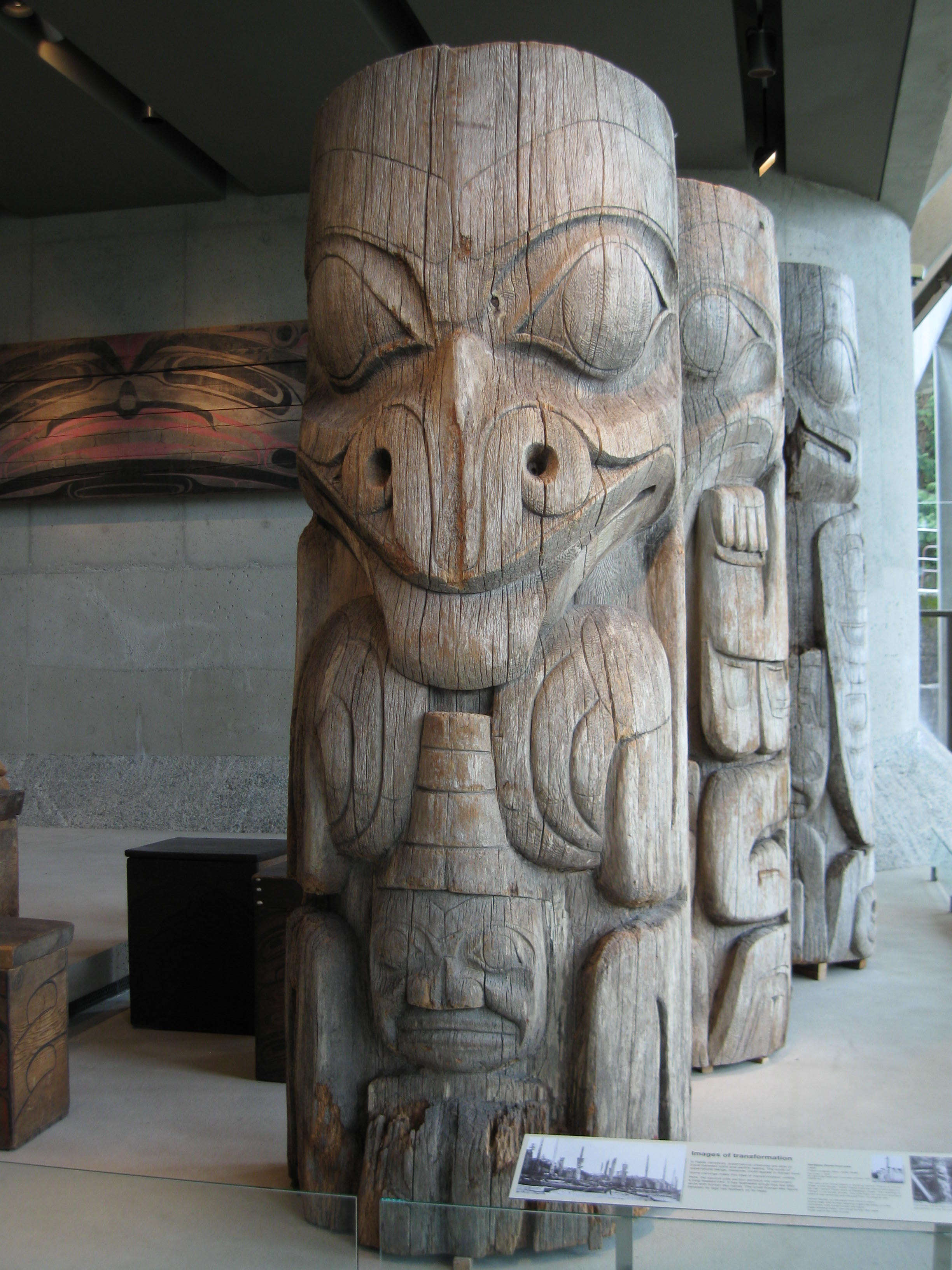
Haida pole
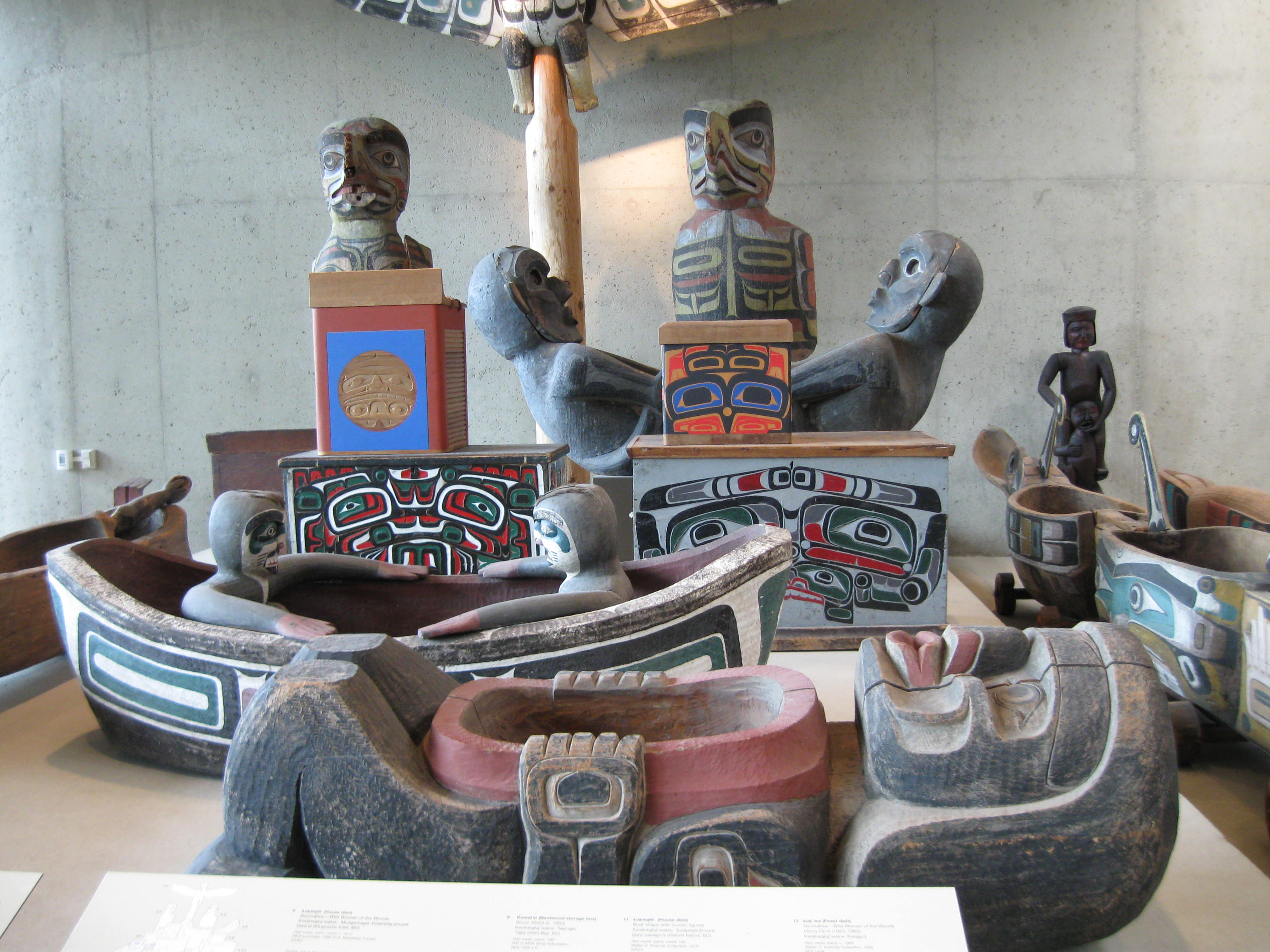
North American art
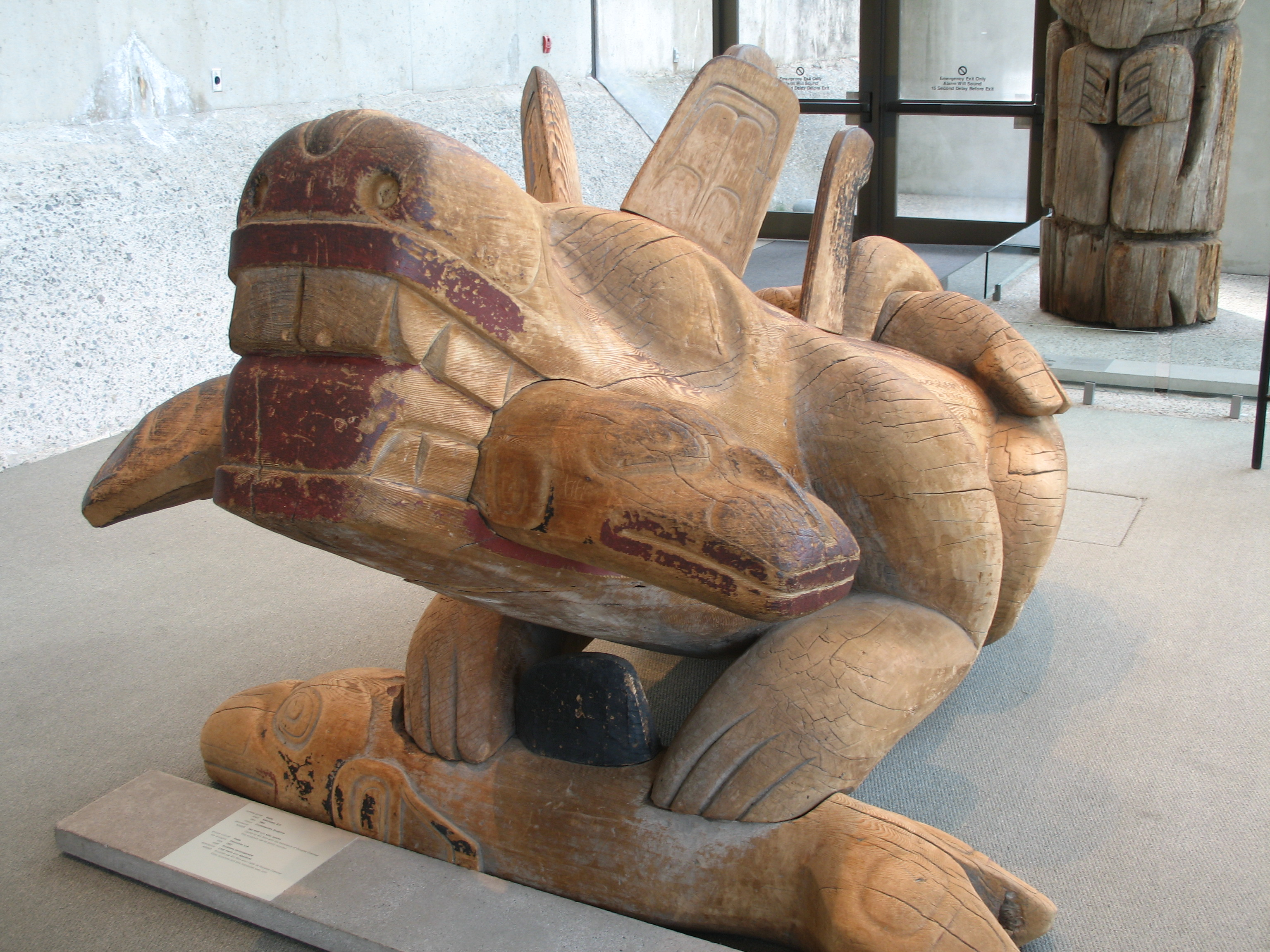
"Sea Wolf" carved by Bill Reid
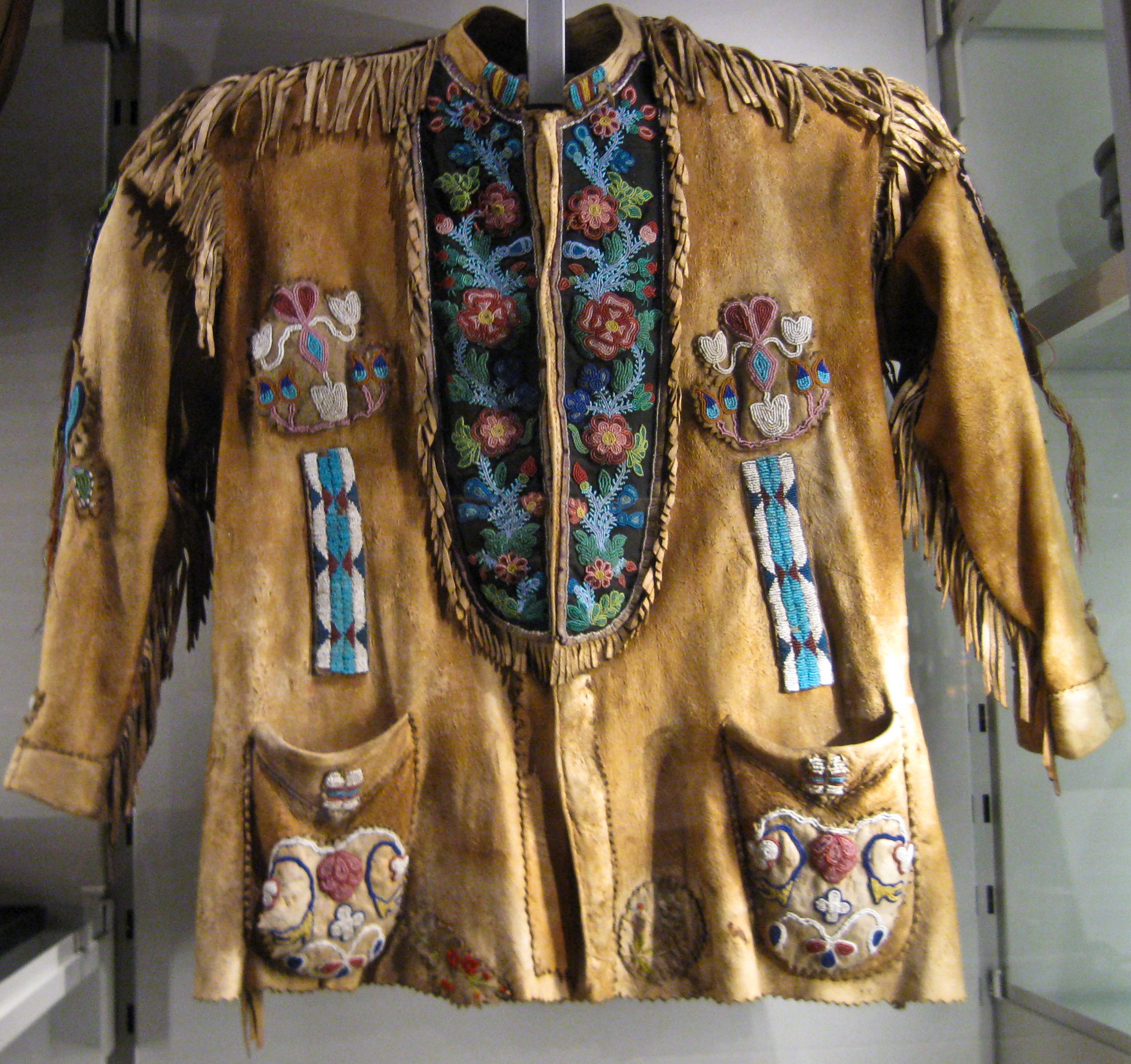
Arctic American shirt
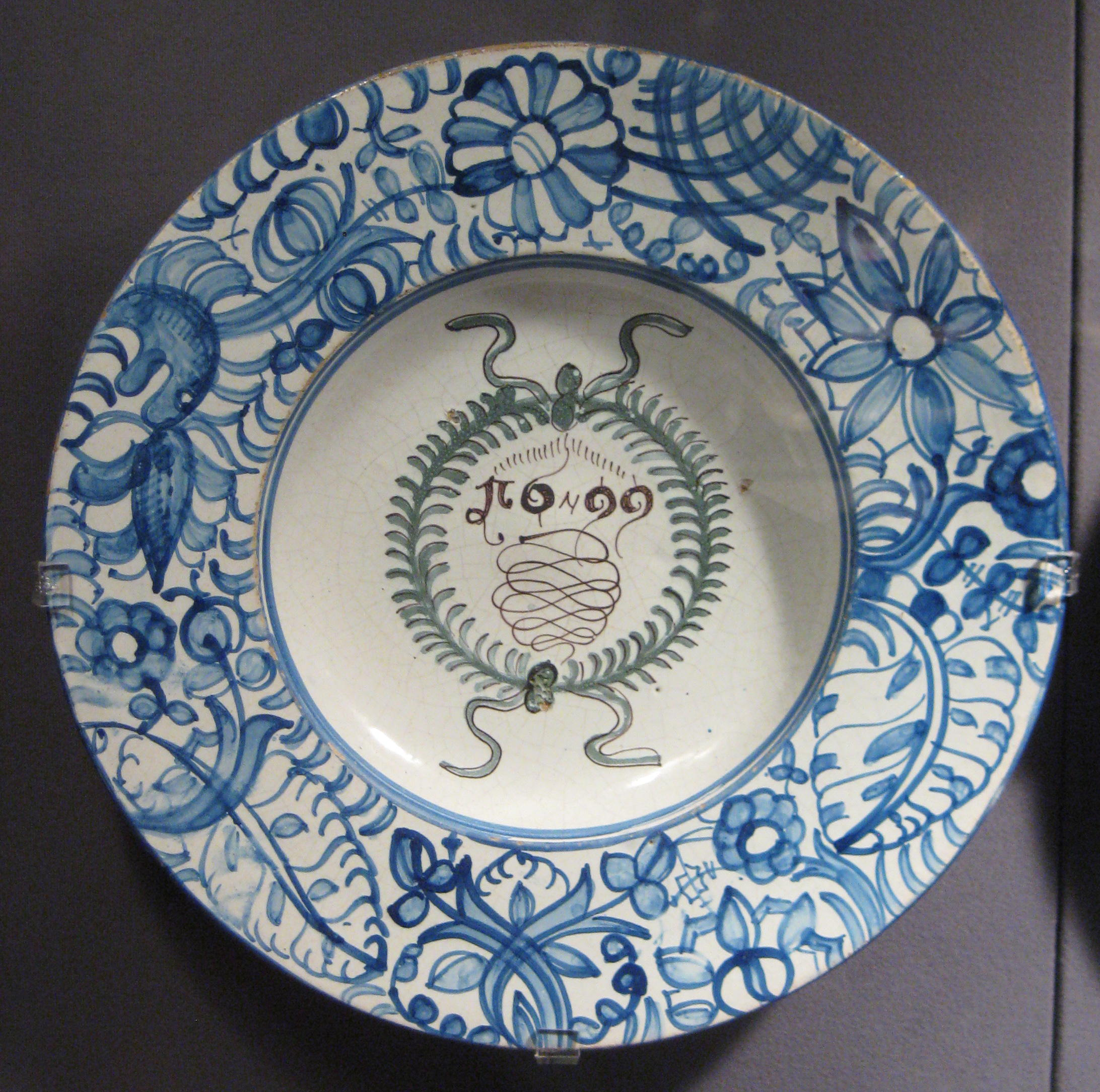
Odler dish ware (Koerner gallery)
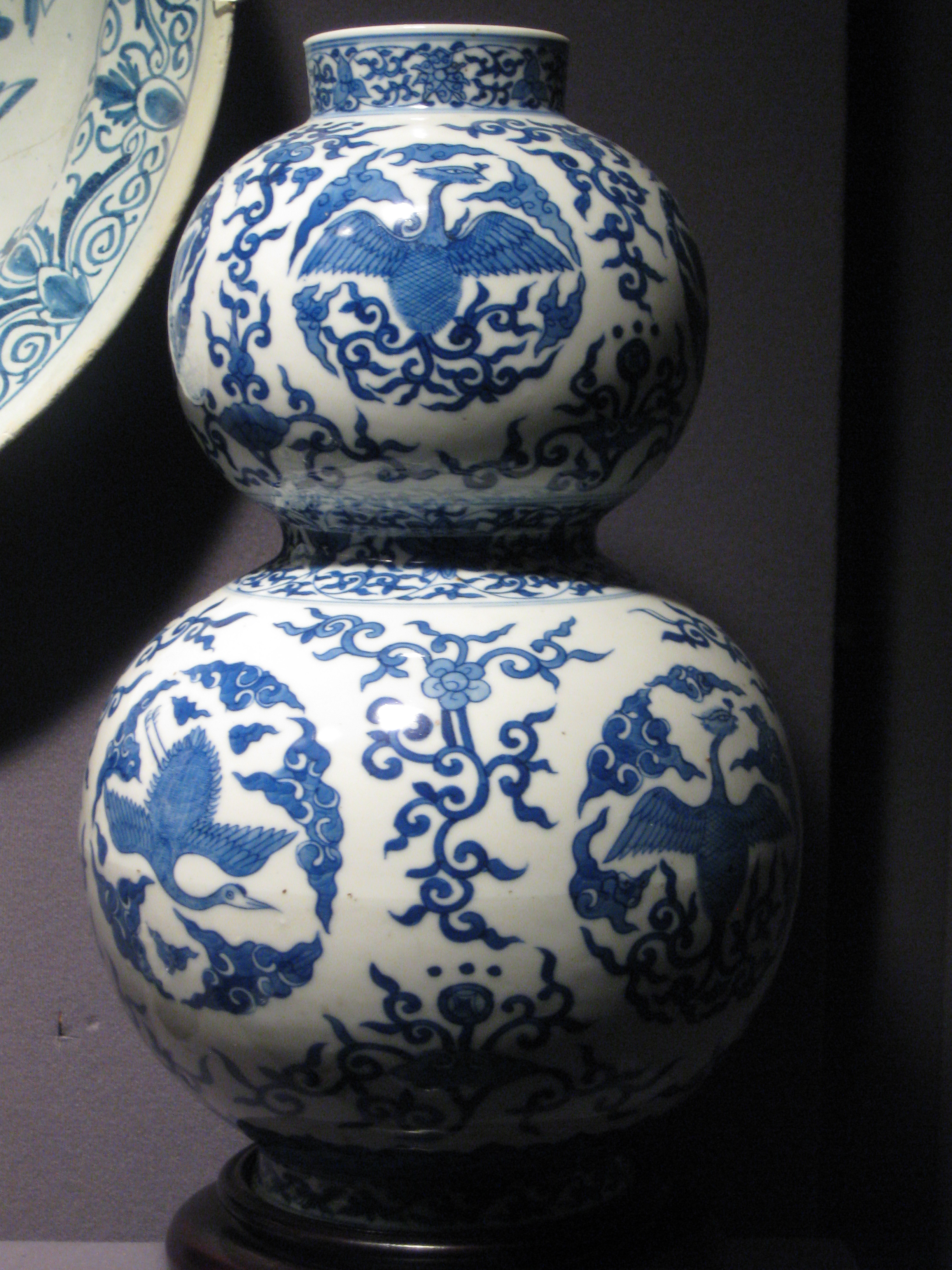
Kendi pot (Koerner gallery)
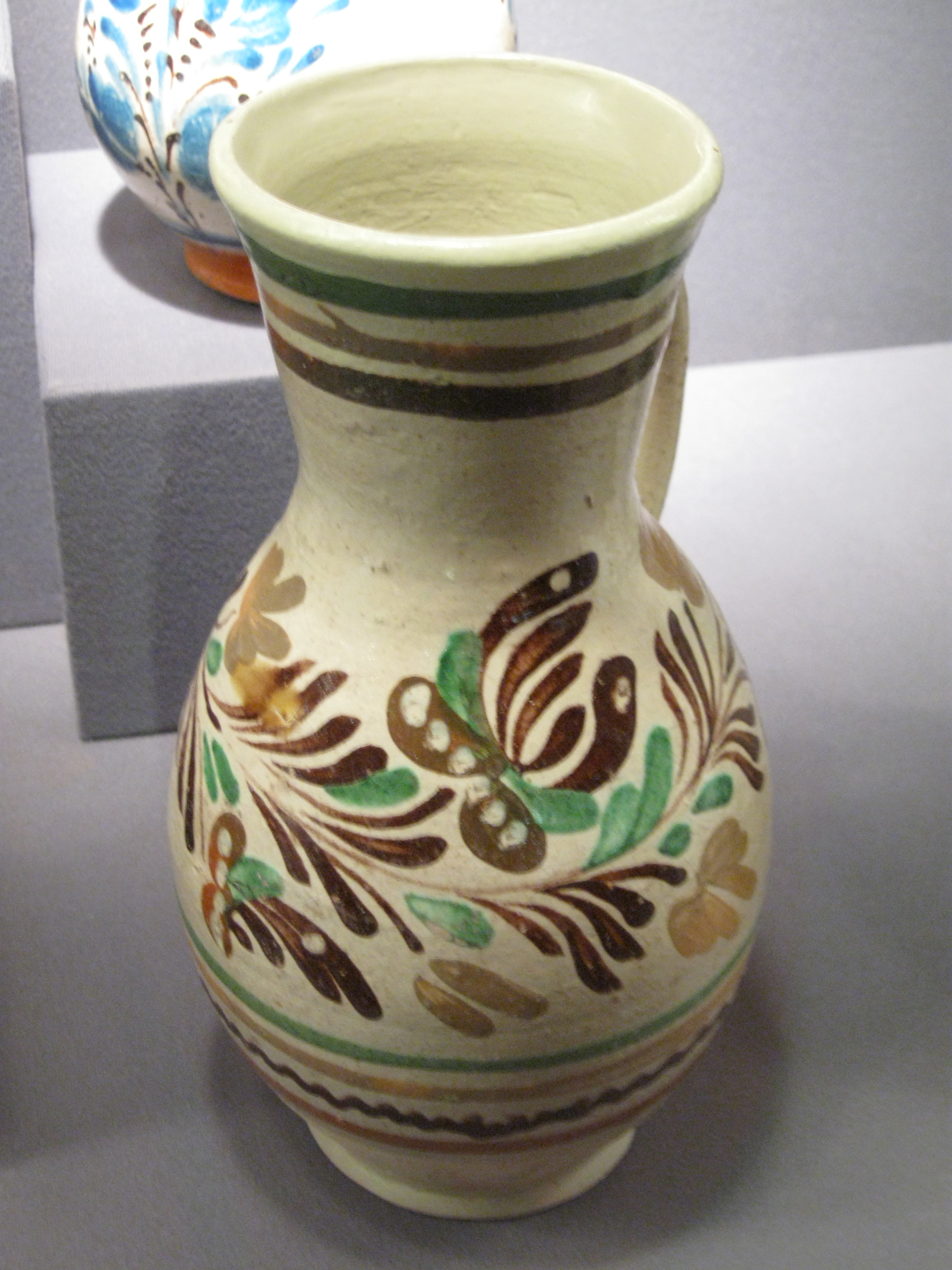
Slovak jug (Koerner gallery)
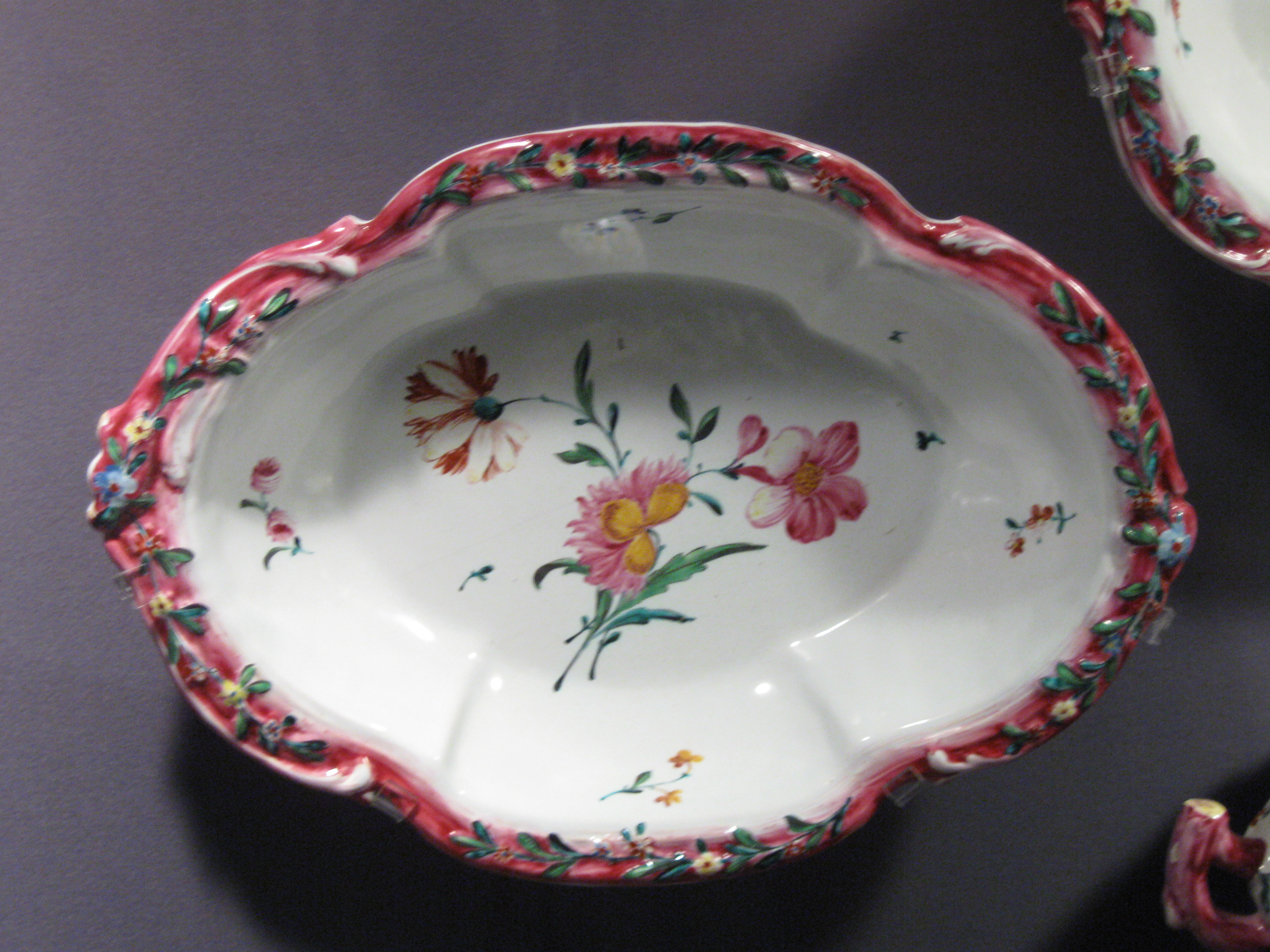
Holitsch dish (Koerner gallery)